# Бракувани
„Бракувани“ (на английски: Just Married) е романтична комедия от 2003 година на режисьора Шон Леви, с участието на Ащън Къчър и Британи Мърфи.